# Jessica
Jessica (bra: A Greve do Sexo) é um filme franco-ítalo-estadunidense de 1962, do gênero comédia romântica-dramática, dirigido por Jean Negulesco e Oreste Palella, com roteiro de Ennio De Concini e Edith Sommer baseado no livro The Midwife of Pont Clery, de Flora Sundstrom, e trilha sonora de Mario Nascimbene.

## Elenco
- Maurice Chevalier ....... Padre Antonio
- Angie Dickinson ....... Jessica
- Noël-Noël ....... Velho Crupi
- Gabriele Ferzetti ....... Edmondo Raumo
- Sylva Koscina ....... Nunzia Tuffi
- Agnes Moorehead ....... Maria Lombardo
- Marcel Dalio ....... Luigi Tuffi
- Antonio Cifariello ....... Gianni Crupi
- Marina Berti ....... Filippella Risino
- Georgette Anys ....... Mamma Parigi
- Kerima ....... Virginia Toriello
- Carlo Croccolo ....... Beppi Toriello
- Rossana Rory ....... Rosa Masudino
- Manuela Rinaldi ....... Lucia Casabranca
- Angelo Galassi ....... Antonio Risino